# San Rafael, San Nicolás y Santa Irene

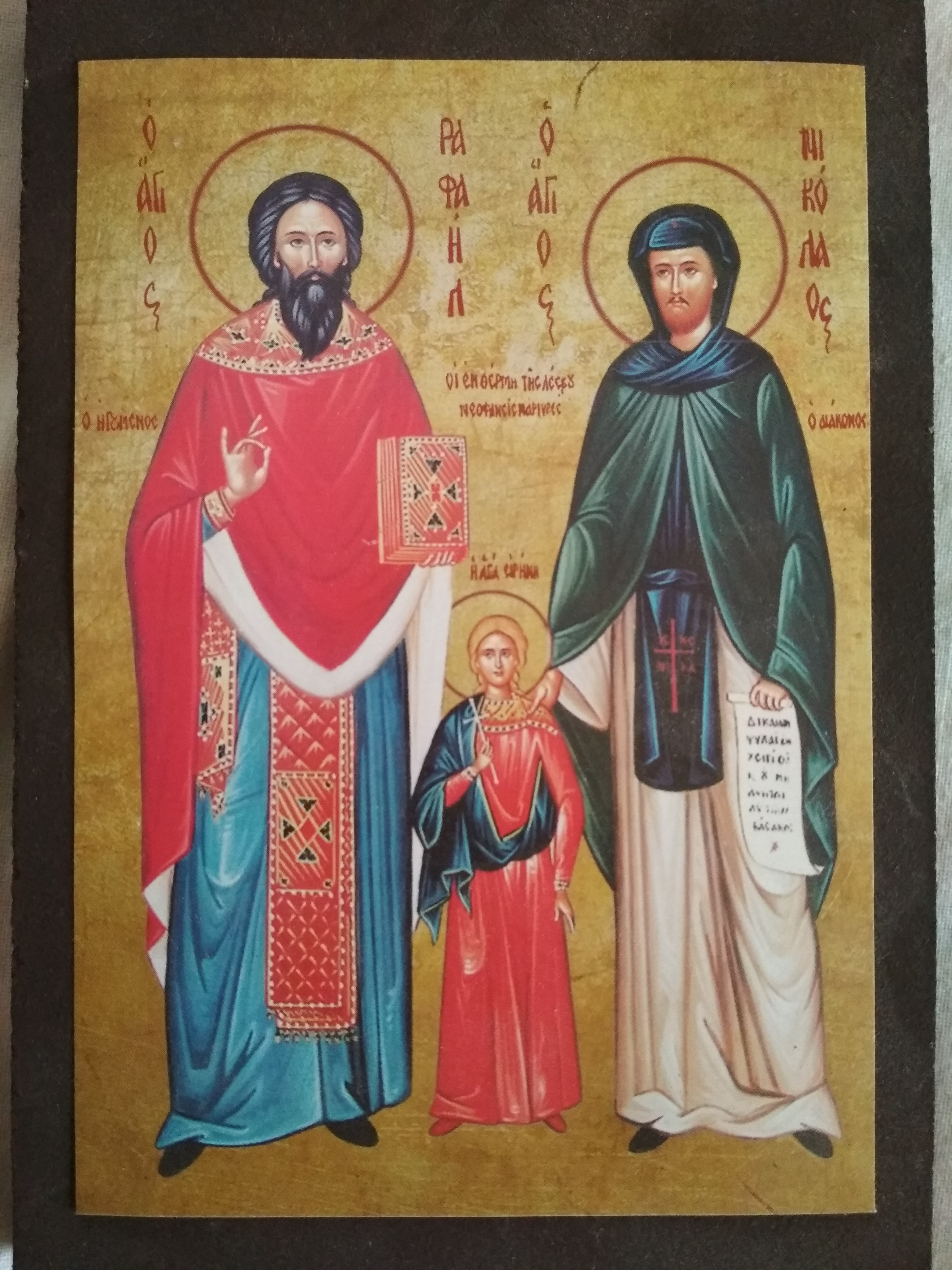
Las personas representadas son San Rafael, San Irene y San Nicolás de izquierda a derecha.

Los santos Rafael, Nicolás e Irene son santos mártires de la iglesia Ortodoxa. Son santos y mártires "nuevos" (νεοφανείς άγιοι) ya que testificaron 10 años después de la caída de Constantinopla (1463 dC), según testimonios, que fueron revelados en 1959 de una manera milagrosa y maravillosa. Su fiesta se celebra dos días después de Pascua, es decir, el martes de la Semana Luminosa (Diakainisimos), en el monasterio homónimo de Lesbos.

## ¿Cuándo vivieron?
- San Rafael (1410-1463)
- San Nicolás (??? - 1463)
- Santa Irene(1451-1463)

Desde el día de su matanza, los cristianos celebraron su memoria en el sitio de Karyes en Lesbos. Después de años, se plantó allí un olivar y sobre los restos del antiguo monasterio, se construyó una iglesia, donde las mujeres de la aldea conservaron sus reliquias. Luego se construyó la iglesia dedicada a ellos. 

## Descubrimiento de sus tumbas
El 23 de junio de 1959, se descubrió una tumba cerca del pueblo de Thermi en Lesbos. Se estaban realizando trabajos de restauración en una colina y el trabajador Doukas Tsolakis encontró la tumba. Sin saber de qué se trataba y debido a su escepticismo, se río y dejó las reliquias sagradas en el tronco de un árbol. Cuando se retiraba del lugar, notó que no podía mover sus manos. No volvería a recuperar el movimiento hasta 27 años después luego de hacer la señal de la cruz. Más tarde vio al santo, San Rafael, en las cercanías y desde entonces se transformó en predicador de este evento y del nuevo santo. Al mismo tiempo y cerca del otro evento, su esposa María, según las fuentes, fue testigo de una presencia masculina e imponente que la llevó cerca de un acantilado. Desde entonces, las apariciones del Santo comenzaron en la esposa del dueño del campo, pero también en otros peregrinos, peregrinos e hijos de la aldea, mientras dormían pero también al despertar. Fue presentado con una túnica o una túnica y algunas veces sin siquiera hablar, otras veces apareció con la Virgen María y Santa Parascheva contando su vida y su martirio en detalle. Además, en otros casos, reveló su nombre, diciendo que había llegado el momento de celebrarlo el martes de la semana siguiente a Pascua, ya que él mismo haría muchos milagros. Las historias per cápita eran las mismas, sin comunicación entre ellas. Cabe señalar que la tumba de San Nicolás fue descubierta el 13 de junio de 1960. 

### Su iglesia del mismo nombre en Lesbos
Otra fuente dijo que en el olivar de Karyes había una figura entre los árboles después del servicio para celebrar su memoria. En 1959, la familia de Angelos Rallis, propietario de la propiedad, decidió construir una iglesia en el sitio de la antigua. Los primeros esqueletos se encontraron en los cimientos y a una profundidad de 2 metros. Con la primera esposa de Angelos Rallis, Vasiliki, después de este evento, comenzaron las narraciones y apariciones de San Rafael a otros fieles de la aldea. Fue una presencia alta y severa de un sacerdote que relató el martirio de sus compañeros.

## La vida de San Rafael
Nacido en 1410 en Perachori, Ítaca, como Jorge Laskaris o Laskaridis era un simple aldeano. Sus padres fueron Dionisios y María quienes le dieron una educación cristiana. Aprendió mucho de ellos, pero cuando tenía 13 años se fue a Mystras a instancias del esposo de su hermana. Allí estudió filosofía y medicina occidental y griega, lo que le agradó mucho. 
Se alistó en el Ejército Bizantino con un alto rango y más tarde, a la edad de 35 años, se convirtió en clérigo. El sacerdote que lo instó a tomar este camino se llamaba Juán y era muy respetado y venerado. Esto sucedió: era Navidad y el Padre Juan se comunicó con los soldados, predicando la palabra de Dios. Jorge quedó impresionado entonces, pero no hizo nada. Luego tuvo una Epifanía, abandonó su posición y siguió el camino de Dios. 
Se las arregló para ser ordenado sacerdote después de convertirse en monje y reclamar el rango de Gran Canciller y superior del monasterio (archimandrita). También se informa que fue enviado por el Patriarca Ecuménico a Morlaix, Francia, para cumplir con sus deberes poco antes de la caída de Constantinopla. San Rafael ha revelado en forma milagrosa que pronunció discursos en Atenas y específicamente en la Colina de Philopappos (en la iglesia de San Demetrio Myrovlytis, que más tarde se llamó Lombardiaris) con las cualidades de pastor y predicador. En 1450 fue a Macedonia, siempre con Nicolás a su lado, quien se convirtió en monje y luego en diácono. Testificó en Lesbos el 9 de abril de 1463, luego de haber sido sometido a una horrible tortura por parte de los turcos. De la investigación en el Patriarcado Ecuménico sabemos que ese día fue martes. 

### San Nicolás es su hijo espiritual.
En Francia, tuvo un hijo espiritual, el diácono Nicolás, con quien nunca se separaron, excepto cuando predicaron la palabra de Dios. Nicolás, nacido en Salónica y descendiente de una familia acomodada, era hijo de un notario. Fue enviado por sus padres a Francia para estudiar medicina. El joven estudiante Nicolás quedó fascinado con la palabra del Evangelio y se fue con su entonces padre Jorge a Grecia, siguiendo la vida eremita.

### La transición a Lesbos
Los turcos comenzaron a perseguir a los cristianos y al mismo tiempo a saquear áreas de Tracia . San Rafael escapó con otros del puerto de Alejandrópolis y huyó a Lesbos (14 de marzo de 1454), que se consideraba una isla segura. Cabe señalar que cuando cayó el Imperio Bizantino, Lesbos, privilegiado por el Sultán, que entonces era un gobernante recio y justo, se había convertido en un refugio para muchos cristianos a los que se les permitía ir a los monasterios. El monasterio de la Natividad de la Virgen María, que se encontraba en la colina de Karyes, cerca de los Baños de Thermi. 
Cuando llegó al monasterio, San Rafael encontró a dos monjes más, Rubim y Akindinos. Entonces el santo se convirtió en abad del monasterio. En ese momento, hasta el 17 de septiembre de 1462, la isla de Lesbos, que estaba bajo la influencia de los genoveses estaba en calma. El monasterio se convirtió en el más importante de la isla ya que también ofrecía asistencia médica a cualquier persona que lo necesitara, con la ayuda del abad y el diácono Nicolás. Las letras también se cultivaron en el monasterio pues funcionaba como una escuela para niños.

### La conquista de Mitilene por los turcos
En septiembre de 1462 comenzó el asedio de la isla y el 17 de septiembre de 1462 Lesbos fue ocupada por las fuerzas turcas. Sin embargo, durante 6 meses, el monasterio de la Natividad de la Virgen permaneció intacto, quizás porque el Patriarca había otorgado privilegios, pero también porque el Sultán todavía lo permitía. 
Un año después, en 1463, hubo un levantamiento contra los invasores a nivel local. El Viernes Santo, San Rafael escondió las vasijas y vestimentas sagradas en un agujero. En el monasterio estaban él, el diácono Nicolás, la prostituta Vassilios, su pequeña sobrina Elena, el maestro Theodoros y su esposa con el bebé (el pequeño Rafael), la pequeña Irene y algunos monjes que habían ido a la montaña. El monje Stavros y el cuidador Akindynos también fueron a la montaña con instrucciones de San Rafael, para advertirles.   

### El fin inhumano del santo
El Santo ofició por última vez el Jueves Santo. Llovía mucho el Viernes Santo. En un momento, el Santo salió y vio a los invasores acercarse a la puerta del monasterio. Les gritó que su alma pertenecía a Dios, pero que su cuerpo podía hacer lo que quisieran. También dibujó una gran cruz alrededor de su cuello y dijo: "Lo adoramos y nunca lo dejaremos" . Su tormento había comenzado. Él mismo narró su martirio a los fieles, después de su muerte de la siguiente manera: “Los turcos me torturaron mucho. Primero me golpearon con sus palos y me dejaron paralizado. Luego me empujaron por la barba y me arrastraron por descenso, me ataron a un nogal y me golpearon inhumanamente durante veinticuatro horas. Cuando fui torturado, dije: "Soportaré todo por la voluntad del Señor hasta mi último aliento". Colgando, los vi patear y golpear a los otros monjes, pero dije: "Aquí, en la lucha hasta el último aliento". Por eso tenía y sigo teniendo estas fortalezas ". Me llevarían hasta el fondo y nuevamente me levantarían de un lado a otro, arrastrándome a las piedras que mi sangre había pintado de rojo. Luego me colgaron boca abajo durante veinticuatro horas en ese nogal. Al final, me cortaron en la boca y me decapitaron ". Tenía entonces unos cincuenta años ".

### Entierro de los restos
Como se mencionó, hubo otros monjes en el monasterio que fueron a la montaña, mientras que otros, como Akindynos, el cuidador y el monje Stavros, se refugiaron en la cueva del sabio José y fueron salvados. Este fue el plan de San Rafael. Ellos fueron los que encontraron los cadáveres unos días después y notificaron en secreto al sacerdote de Thermi, Savva, con cuya ayuda los enterraron. Las palabras de los ancianos y ciegos Savvas (112 años) se pueden ver a continuación: 
"Dios mío, dame mi luz para verlos por última vez. Me lavé los ojos con un poco de agua bendita que me dio Akindynos. Al mismo tiempo salió un resplandor y alcé la vista. Pero lo que vi nadie merece verlo. El agua bendita llena de sangre, los cuerpos de los Mártires en la sangre y mi amado abad Rafael colgando boca abajo en un nogal . Los enterramos con lágrimas y luego Akindynos y Stavros me llevaron de vuelta al pueblo ".
El abad San Rafael fue enterrado dentro de la iglesia mientras  San Nicolás en el patio izquierdo.  

## San Nicolás
San Nicolás, tan pronto como vio al abad San Rafael perforado con lanzas, sufrió una conmoción cerebral. El Santo testificó a muchos sobre su lugar de entierro.  

## Santa Irene y el resto de los testigos
Santa Irene, que solo tenía 12 años cuando testificó, era hija de la prostituta Basil. A pesar de su corta edad, sufrió muchas torturas. Primero le cortaron una de sus manos y luego la metieron en un frasco y la quemaron. Esto sucedió frente a sus indefensos padres. Sus huesos fueron encontrados cerca de las tumbas de otros testigos. 
Junto con los santos, testificaron Vassilios, su esposa María, su hijo Rafael (5 años), su sobrina Elena, el Dr. Alexandros y el maestro Theodoros. Sus huesos fueron encontrados cerca del lugar de entierro de los santos. Testificaron el 9 de abril de 1463. 

## Apariciones del santo a los fieles
Según los testimonios, un monje ha aparecido varias veces en el lugar del martirio. Las apariciones de los santos están aumentando en Grecia, América y Australia, en el sueño o el despertar de los fieles e incrédulos. Los santos revelaron no solo su martirio sino también el poder de Dios, sanando a las personas de enfermedades graves e incluso incurables. También se han producido cambios increíbles. San Rafael reveló una imagen de Cristo y un agua bendita que contribuyó a muchos milagros.
En 1964, la monja Eugenia Klidara se convirtió en abad del monasterio de San Rafael. Gracias a ella y sus escritos, su lugar e historia surgieron. Hoy el monasterio recibe creyentes de todo el mundo. Al lado del monasterio hay una iglesia de Santa Magdalena que es mucho más moderna. El monasterio tiene dormitorios para los fieles.